# 前深水埗配水庫
前深水埗配水庫，曾稱九龍塘配水庫、深水埗食水減壓缸（英語：Sham Shui Po Fresh Water Break Pressure Tank），別稱深水埗窩仔山蓄水池、深水埗主教山配水庫，是香港一個於20世紀初落成的戰前水務建築，位於深水埗區石硤尾窩仔山山頂。2020年12月，其清拆計劃被社交媒體曝光，並引發香港市民關注。清拆事件也引起部分人質疑政府的保育歷史文物機制已失效。政府最後同意暫停工程，並聯同古物古蹟辦事處人員向公眾交代，以及安排專家為建築進行研究評估，之後會交由古物諮詢委員會進行評級，有決定前會保護建築物和整個工程範圍。建築其後於2021年6月被列為香港一級歷史建築。

## 歷史

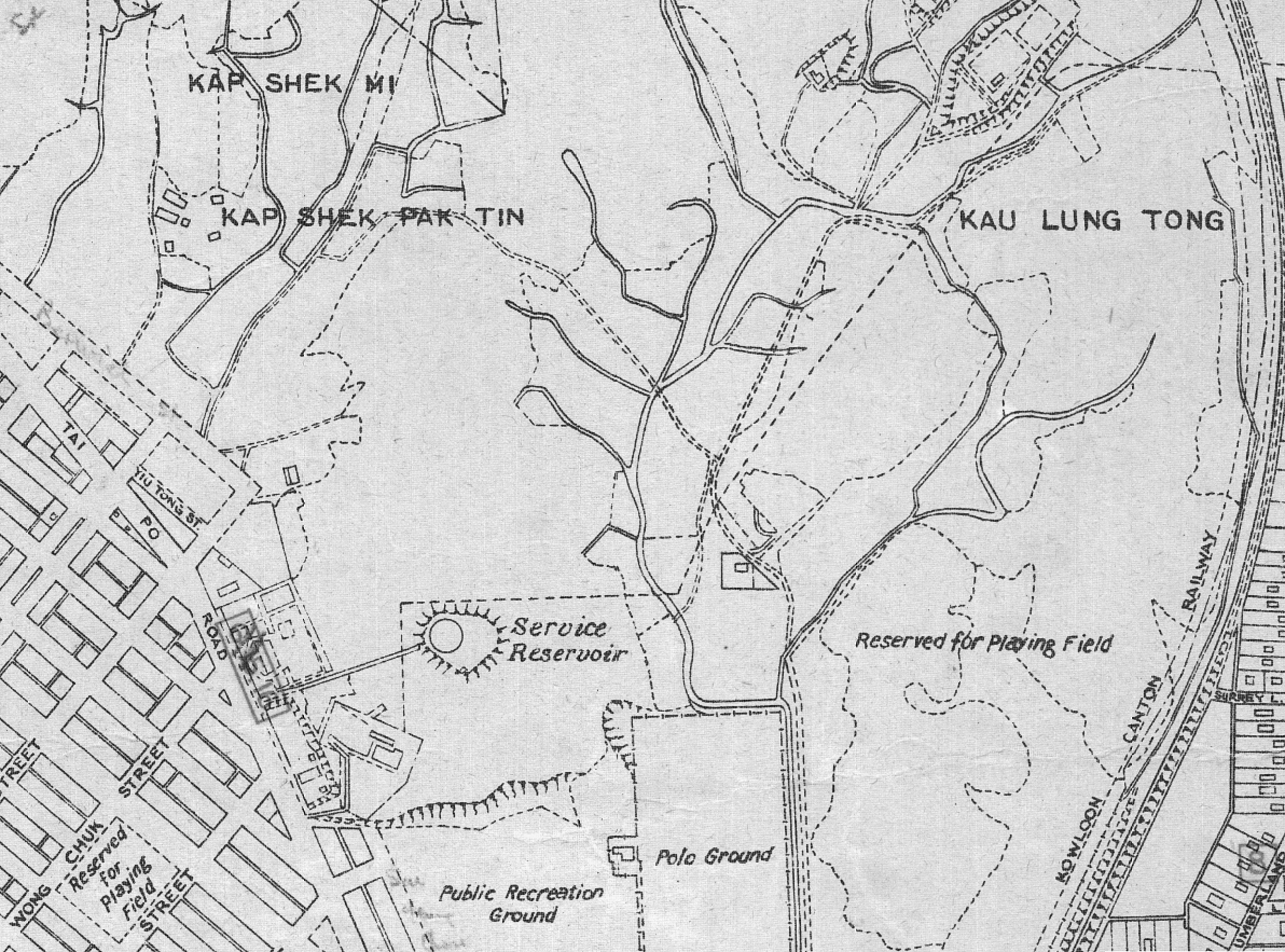
1947年九龍地圖，「Service Reservoir」所標示的為窩仔山上配水庫位置

由於當時香港配水庫容量僅為25萬加侖，同時當時香港供水系統的水力有數次被發現未能翻越障礙，故香港迫切需要興建更大規模的儲水設施。香港政府當時計劃在九龍塘村北面山頭興建一個圓形、直徑達150英呎、深20英呎的儲水庫，估計儲水量達200萬加侖食水，而預算為6萬元。而九龍塘儲水庫的水道料會經過芒角咀，與油麻地水道連接，向大角咀及深水埗提供食水。供水系統的研究計劃展開，可追溯到1898年《展拓香港界址專條》簽訂後，容許港府在九龍半島以北尋找地點興建水塘 —— 即落實後選址今金山郊野公園的九龍水塘。
深水埗配水庫由香港殖民地政府工務司署負責興建，其項目工程師為香港一級歷史建築大埔瞭望台的設計師羅倫士·劫士（Lawrence Gibbs），而工程由香港三級歷史建築沙田吳園主人吳子美及其兄吳子楚成立的同盛建築公司承包。配水庫落成後稱為「九龍塘配水庫」，屬「九龍重力自流供水系統」（Kowloon Waterworks Gravitation Scheme）的10個項目之一，將食水從源頭九龍水塘輸送到荔枝角濾水池，又或途經此配水庫到油麻地抽水站。興建時需要開挖然後回填。到1905年，當局提交予立法局的報告指出，該配水庫落成日期為1904年8月10日，也是九龍半島現存第二古老的蓄水池，僅次於在1895年落成的京士柏油麻地配水庫。
根據英國殖民地部文件編號CO 129/299，配水庫早於1900年有記錄；而1924年地圖上的九龍塘村北面寫有。配水庫所屬的「九龍水務工程計劃」（Kowloon Waterworks）亦獲《遠東時報》1907年3月刊專文介紹。
水務署指在2017年的檢查中發現減壓缸頂部出現裂痕，有樹根穿透裂縫並伸延至減壓缸內部，計劃清拆後回填土地交還地政總署。2020年5月署方向區議會講解工程，當時文件表示建築年份為1930年之前，而清拆重整工程則已在同年10月開始。而根據2020年5月水務署向深水埗區議會提交的文件，只提及工程曾進行環境及交通影響評估，未有列明有否進行文物影響評估報告。2021年1月初，水務署亦證實減壓缸有116年的歷史。
2021年6月10日，古物諮詢委員會於會議中確認此配水庫的一級歷史建築評級。發展局亦於月前表示會繼續為配水庫進行改善工程，確保配水庫的結構安全後，目標在同年稍後時間有限度開放予市民參觀。

## 建築

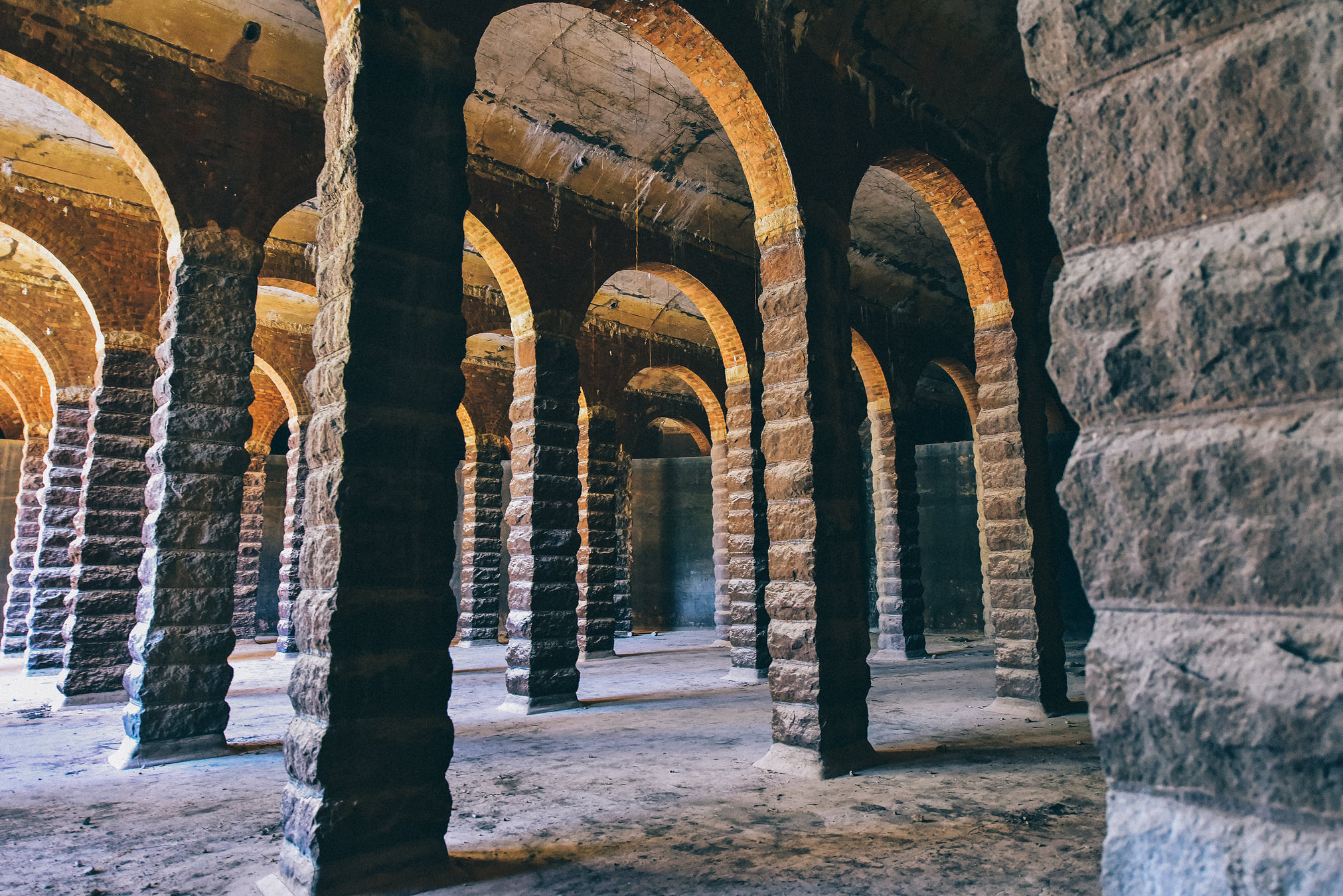
配水庫內的麻石柱

食水減壓缸佔地約4,300平方米，地下圓拱結構直徑約47米，深度約7米，高海平面70米。缸底、牆身及頂部以水泥建造，為愛德華時代建築，並採用古羅馬拱門建築設計，以麻石柱及紅磚拱門支撐缸頂。整個建築共有100條柱，當中22條藏在水缸內，其餘78條外露。建築方式與土耳其伊斯坦堡地下水宮殿拱形結構相近。水務署在1952年加建了混凝土結構。截至清拆工程停工前，被拆毀的部份包括20乘10米面積的天花板及4條柱。

## 發現遺址

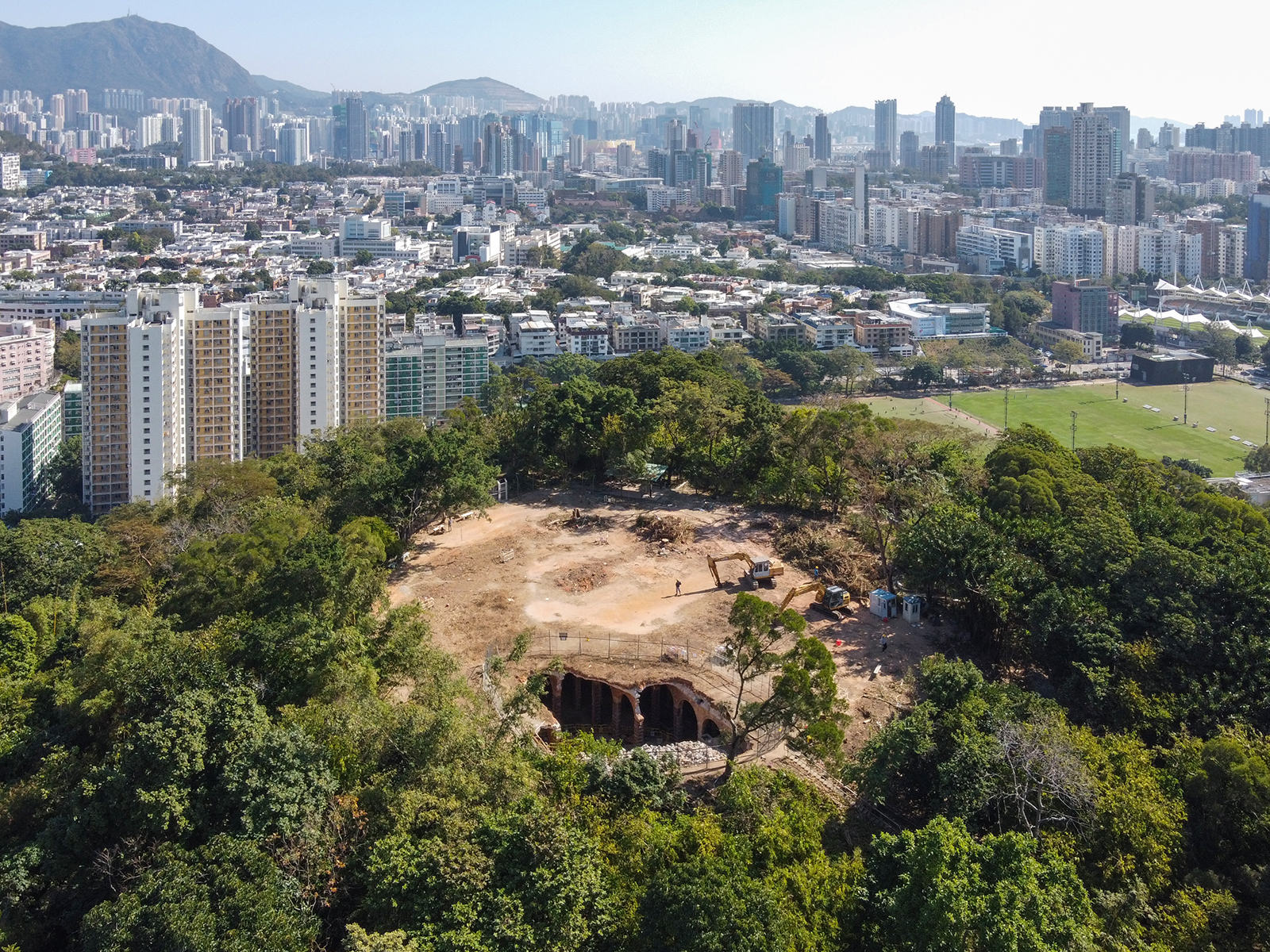
遺址發現後的窩仔山頂，右為大坑東遊樂場

2020年12月28日早上，近10名該區居民手持「尊重民意，切勿清拆」等標語到遺址抗議，包括首先發現的深水埗街坊芳姐，其後亦有不少人到場拍攝。事件曝光後，引起不少保育團體、多個歷史專頁和區議員關注，民間亦翻閱有關配水庫歷史的文件，以考究其背景，同時質疑當初為何未有把配水庫納入評級名單內。而不少市民也慕名步行往山上圍觀，不過政府圍封所有出入口，並派出警員以違反群聚條例為由，要求市民離開，並以手機拍下在場市民容貌。地盤亦有工人看守，禁止所有人進入，有市民感到失望。到晚上11時20分，有8人更被警員控告違反限聚令，而發出定額罰款通知書。山下的巴域街有警車駐守。。同日深夜時分至12月29日凌晨時份，有約多名市民在地盤內外範圍，被警方截查和票控違反限聚令。
2021年2月12日清晨5時47分，警方接獲配水庫南亞裔保安報案，指有數名可疑男女擅自潛入水庫內，並剪開圍網。3男1女被警員拘捕，暫列刑事毀壞案處理。

### 各方反應
深水埗區議會主席楊彧當日已去信要求水務署暫停有關拆卸工程，並應待古物諮詢委員會為建築作歷史評級。保育團體「活現香港」創辦人陳智遠批評水務署及古蹟辦溝通上出現嚴重失誤，更指出民間只需半日時間便能夠找出大量的歷史文獻，如建築圖則，認為古蹟辦未有盡好職責。他同時要求政府全面公開交代，確保政府日後負責工程的歷史文物建築不會再遭破壞。香港建築師學會發稿，指該配水庫的建築結構極為罕見。清拆事件也引起部分人質疑政府的保育歷史文物機制已失效。

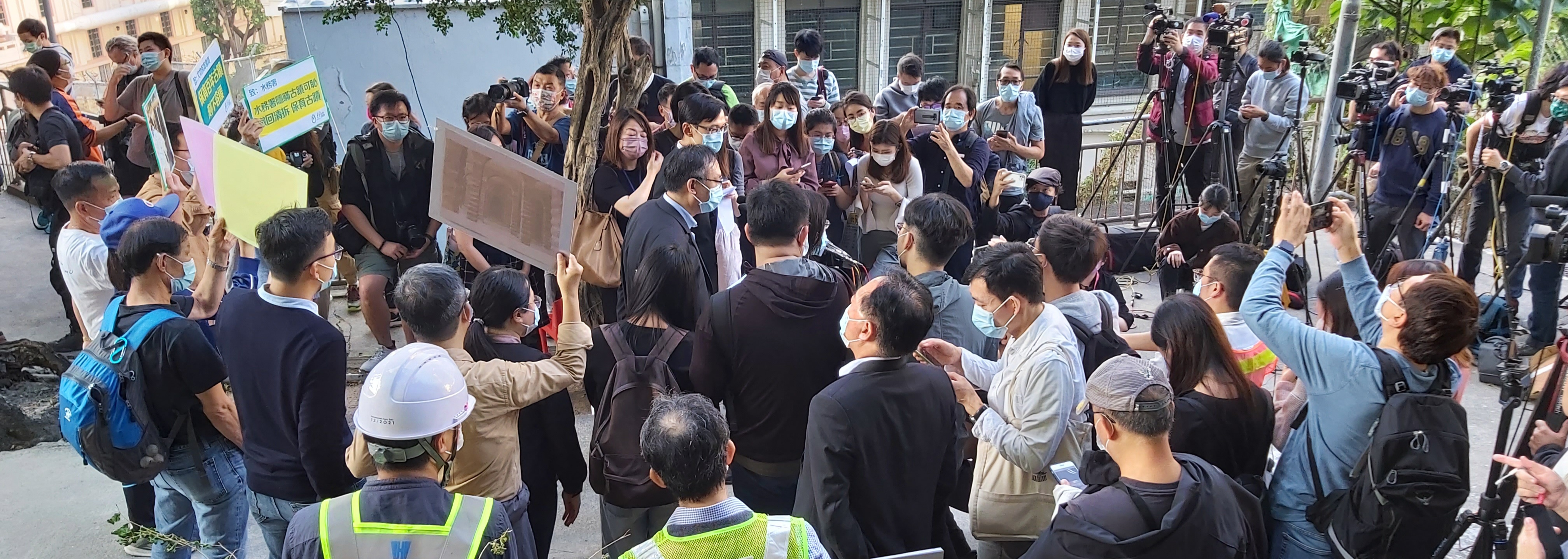
發展局文物保育專員蔣志豪等人見記者

12月29日下午，發展局文物保育專員蔣志豪、水務署供應及分配（市區）科‪九龍區‬總工程師何禮華，以及20多名人員身穿反光衣和頭盔，到主教山配水庫視察。蔣志豪指，根據2017年時的資料，水務署評估該處為一個水缸，他就失誤致歉，形容事件是「溝通上的敏感度不足」。古物諮詢委員會主席蘇彰德回應媒體時指希望能盡量保育，不過暫時未有時間表召開會議討論。
發展局局長黃偉綸在賣地記者會承認政府有溝通問題而未能看到該項目的重要性，同時指項目值得保育，未來3個月會交由古諮會進行評級，盼望深水埗居民及香港市民能夠在合理情況下享用這地方。不過他亦指出有關地點是政府土地，毋須列為暫定古蹟。
而地盤內繼續有工人看守，警員在配水庫巡邏，並查問上山市民。
時任香港特別行政區行政長官林鄭月娥表示，對市民提出保留深水埗主教山蓄水池深有同感，期待可以保育成為一處讓市民欣賞遊玩的地方。其後調查發現同樣歷史超過百年，以古羅馬式建築風格建造的馬己仙峽道及克頓道食水配水庫分別於2010年及2011年林鄭月娥在任發展局局長時拆卸，《明報》向香港特別行政區行政長官辦公室查詢林鄭月娥是否支持當年的拆卸計劃，為此香港特別行政區行政長官辦公室並未直接回應，僅稱「其對保育文物及歷史建築的重視毋庸置疑」。
一眾民間保育人士、建築師、水務專家、城市研究學者，研究大量歷史文獻及整合民間流傳的配水庫資料，完成《地水重光 — 主教山配水庫文物價值評估報告》，引證配水庫具有極高文物價值，值得列為法定古蹟。
2021年3月14日，古物諮詢委員會同意將深水埗主教山配水庫及油麻地配水庫評為一級歷史建築，並展開一個月公眾諮詢。其後水務署亦開設主教山配水庫360虛擬導覽專頁，並計劃於2021年稍後時間安排有限度開放配水庫予市民入內參觀。
2021年5月，民主黨深水埗區議員鄒穎恒表示，政府需要定期向區議員匯報工程進度，落實任何活化計劃前，需要先諮詢區議會意見，得到支持後才推行。鄒穎恒又建議將配水庫改建為香港水務博物館。

## 對外開放

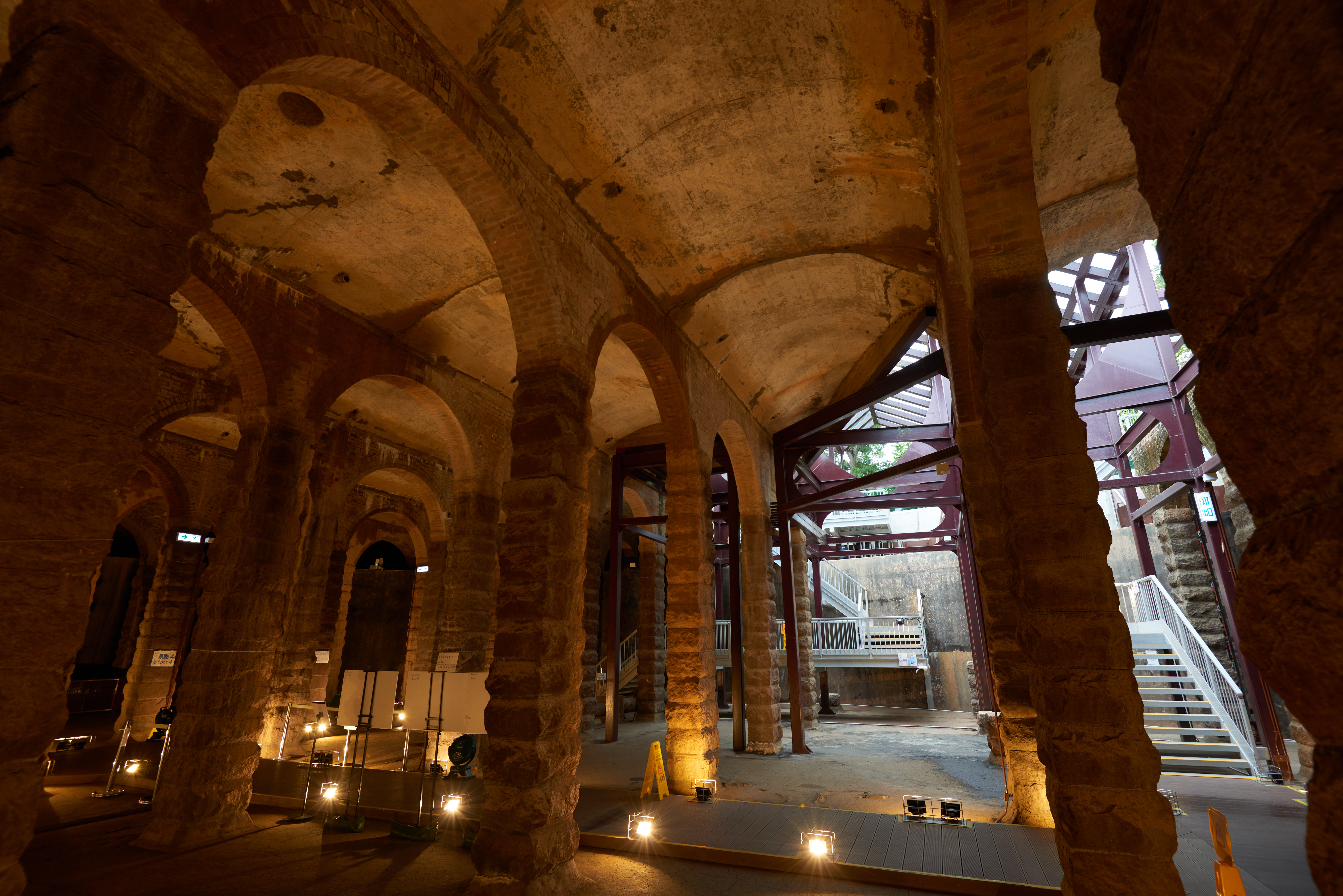
配水庫進行簡單活化後，在2021年12月有限度對外開放

2021年12月，水務署宣布由12月15日至2022年6月14日舉辦「前深水埗配水庫導賞團」，為期半年，公眾可在網上申請。不過所有參加者須使用「安心出行」流動應用程式。《香港01》記者發現個人申請時段在一小時後全數爆滿。不過到2022年初因新型肺炎疫情而一度暫停開放。到同年4月底疫情回落下，水務署宣布5月16日起恢復舉辦導賞團，每日增至三團，每團名額增至24人，但參加者須使用「安心出行」和符合疫苗通行證的要求。到同年10月14日每日增設三節自助導賞遊時段，每節名額50個。
從2024年8月開始配水庫參觀無需預約，同一時間可容納人數上限為100人。 

## 內部圖片

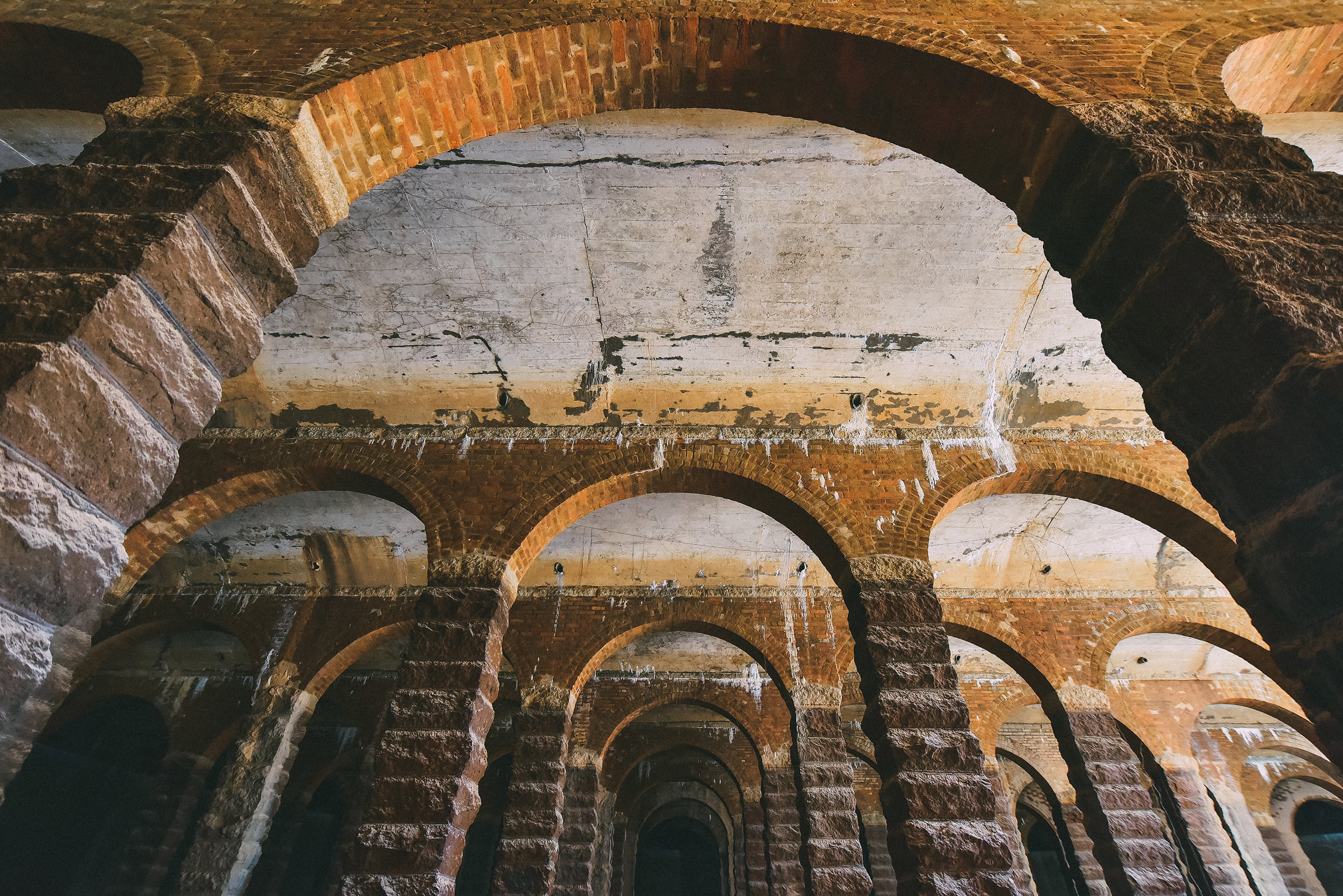
紅磚砌成的拱門支撐桶形拱頂
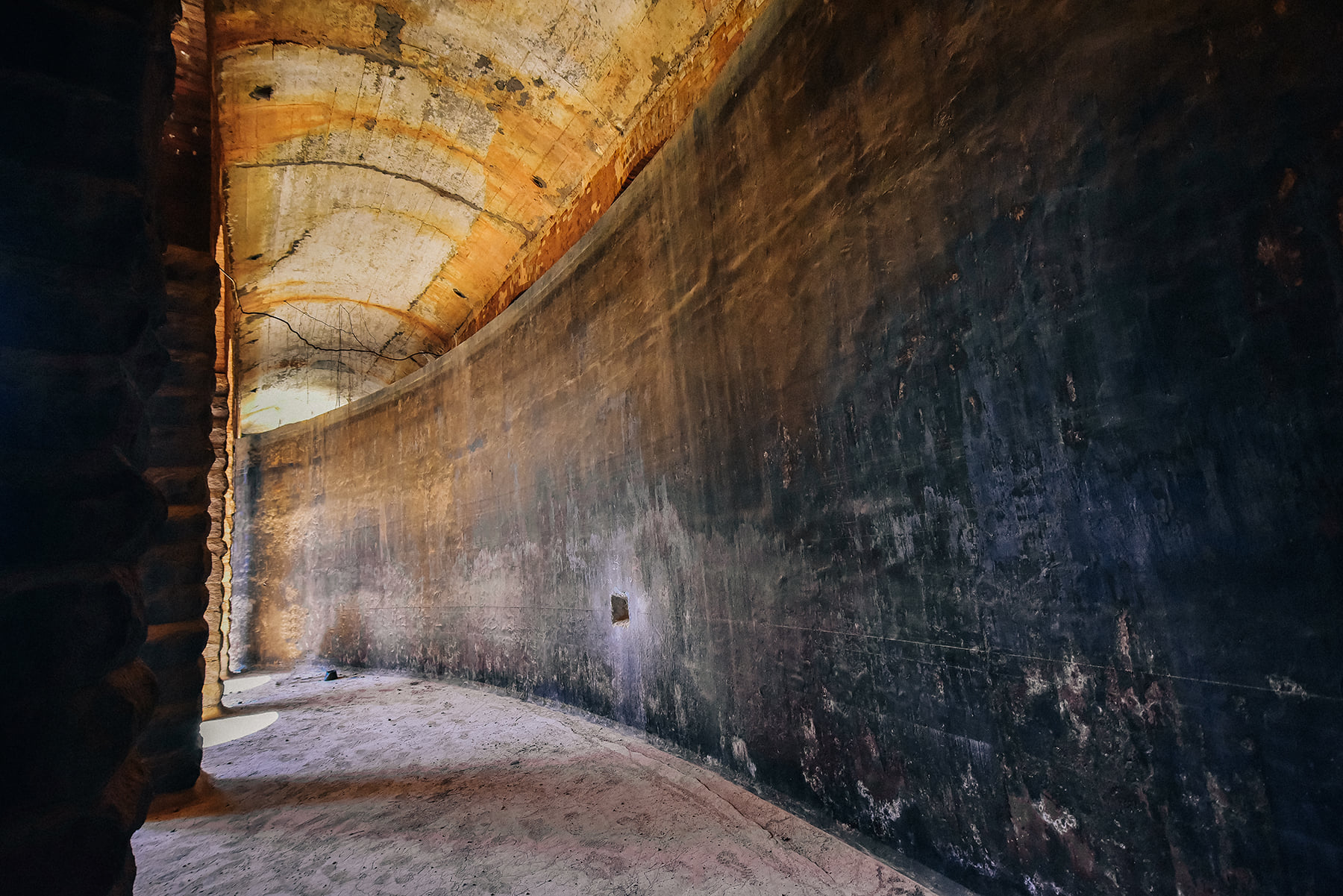
以水泥結合填料後加的牆身
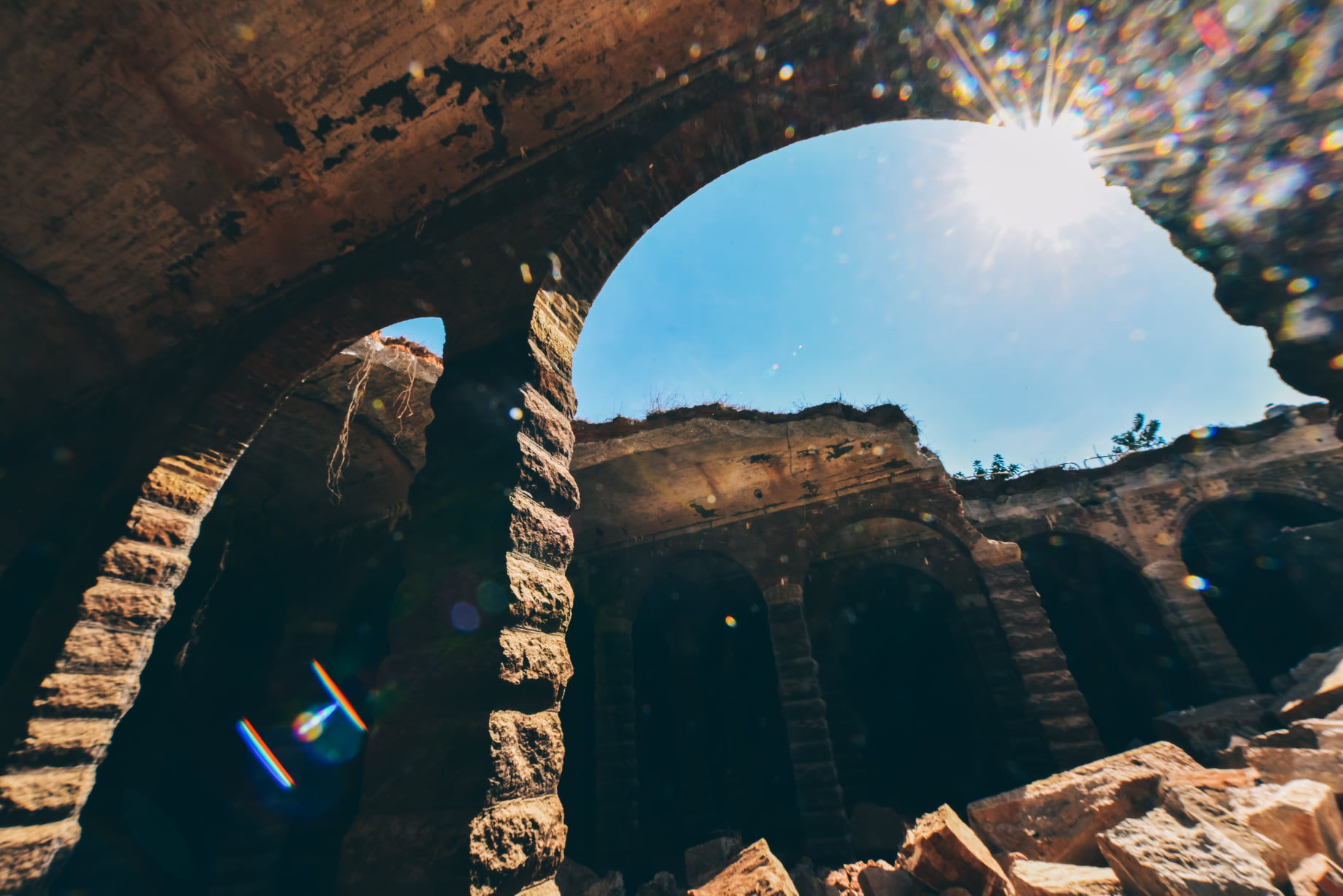
部份已拆毀的圓拱天花板
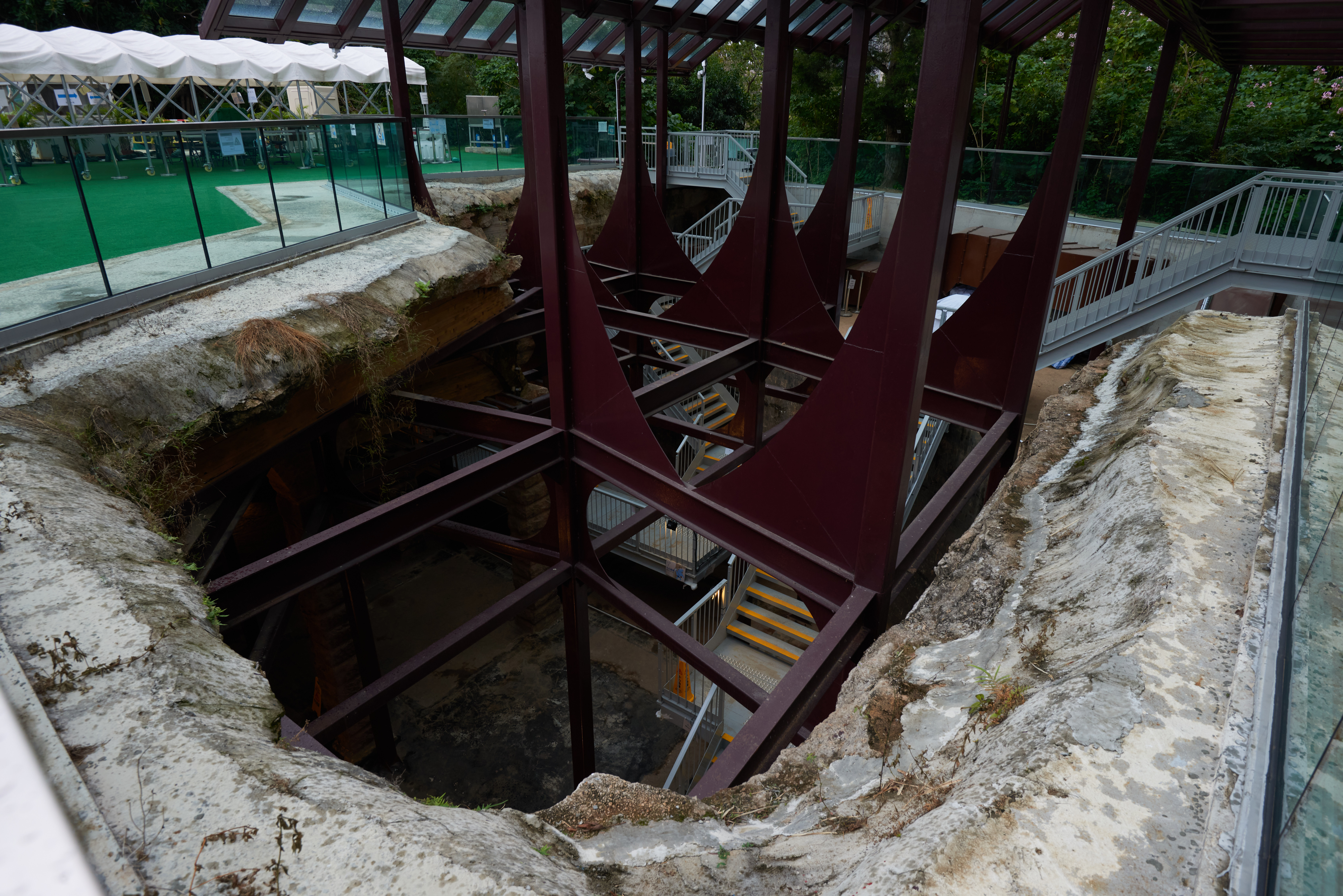
2021年完成基本活化後設樓梯往配水庫

## 遠足路線
- . 山全部都係山 www.hkallshan.com.

## 各地建築例子
- 英國巴斯：羅馬浴場
- 丹麥哥本哈根：蓄水池
- 澳洲雪梨：柏靈頓蓄水池（英语：Paddington Reservoir）
- 土耳其伊斯坦堡：地下水宮殿[55]